# Konstantin Hierl
Konstantin Hierl (Parsberg,24 de fevereiro de 1875 — Heidelberg, 23 de setembro de 1955) foi uma figura importante na administração da Alemanha Nazista. Ele era o chefe do Serviço de Trabalho do Reich (Reichsarbeitsdienst; RAD), um Reichsleiter do Partido Nazista e associado de Adolf Hitler antes de chegar ao poder nacional.

## Biografia
Hierl nasceu em Parsberg, perto de Neumarkt, na região do Alto Palatinado da Baviera, e frequentou a escola secundária (Gymnasium) em Burghausen e Regensburg. Em 1893 ingressou no Exército da Baviera como cadete.  Obteve o posto de Leutnant em 1895 e formou-se na academia militar em 1902. Ele foi promovido a Hauptmann em 1909. Ele serviu como comandante de companhia na infantaria bávara. Na Primeira Guerra Mundial, Hierl serviu como membro do Estado-Maior do I Corpo Real de Reserva da Baviera, parte do 6º Exército Alemão lutando na Frente Ocidental, onde alcançou o posto de Oberstleutnant e foi condecorado com a Cruz de Ferro, 1ª e 2ª classe, além de outras decorações.
Após a derrota alemã e a Revolução de Novembro de 1918, Hierl tornou-se chefe de uma unidade paramilitar Freikorps. Hierl desempenhou um papel na organização das forças paramilitares do Reichswehr Negro nos primeiros anos da República de Weimar. Ele foi dispensado do serviço militar com o posto de Oberst em setembro de 1924, em parte devido ao seu apoio à participação do general Erich Ludendorff no Putsch da Cervejaria. Em 1925, ele se juntou à sociedade política de extrema-direita Tannenbergbund de Ludendorff, da qual Hierl deixou dois anos depois.

### Partido Nazista
Em abril de 1929 ingressou no Partido Nazista (NSDAP) e tornou-se chefe do II Departamento de Organização nesse mesmo ano, servindo como Deputado de Gregor Strasser.  Nas eleições federais de 1930, tornou-se membro do parlamento do Reichstag. Em 5 de junho de 1931, dois anos antes de o Partido Nazista ascender ao poder nacional, Hierl tornou-se chefe da FAD (Freiwilliger Arbeitsdienst), uma organização de trabalho voluntário patrocinada pelo Estado que prestava serviços a projetos de construção cívica e agrícola. Existiam muitas dessas organizações na Europa na altura, fundadas para proporcionar o emprego tão necessário durante a Grande Depressão.

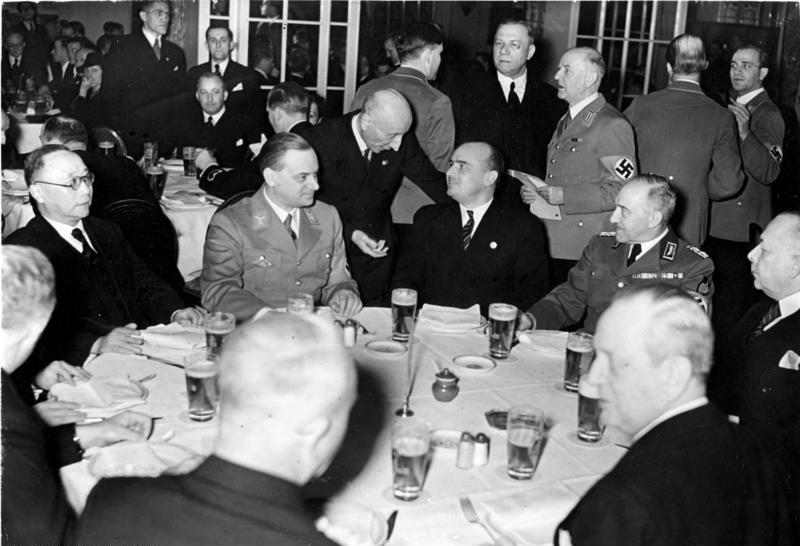
Hierl, à direita, com Alfred Rosenberg e Hans Frank em recepção diplomática, Berlim, fevereiro de 1939

Hierl já era um membro de alto escalão do NSDAP quando o Partido assumiu o poder em Janeiro de 1933. Ele permaneceu como chefe da organização trabalhista – agora chamada de Nationalsozialistischer Arbeitsdienst, ou NSAD. Adolf Hitler nomeou-o Secretário de Estado no Ministério do Trabalho do Reich sob Franz Seldte, com a ordem de construir uma poderosa organização de serviços trabalhistas.  Enfrentando a resistência do Ministro Seldte, Hierl em 1934 mudou para o Ministério do Interior do Reich sob Wilhelm Frick no posto de Reichskommissar. Hierl também foi nomeado membro da Academia de Direito Alemão de Hans Frank.  Em 11 de julho de 1934, a NSAD foi renomeada como Reichsarbeitsdienst ou RAD, que Hierl controlaria como seu chefe até o final da Segunda Guerra Mundial. O Serviço de Trabalho do Reich foi dividido em duas seções principais, uma para homens (Reichsarbeitsdienst Männer - RAD/M) e outra para mulheres (Reichsarbeitdienst der weiblichen Jugend - RAD/wJ). A RAD era composta por 40 seções Gau (Arbeitsgau). Em 1936, o Serviço de Trabalho do Reich construiu a vila modelo de Hierlshagen (atual Ostaszów na Polônia), em homenagem a Hierl. Ele foi nomeado Líder Trabalhista do Reich (Reichsarbeitsführer) em 1935 e Reichsleiter, o segundo posto político mais alto do Partido Nazista, em 10 de setembro de 1936.   Também em 1936, ele foi premiado com o Crachá Dourado do Partido Nazi. Hierl foi nomeado Ministro Sem Pasta em 1943. 

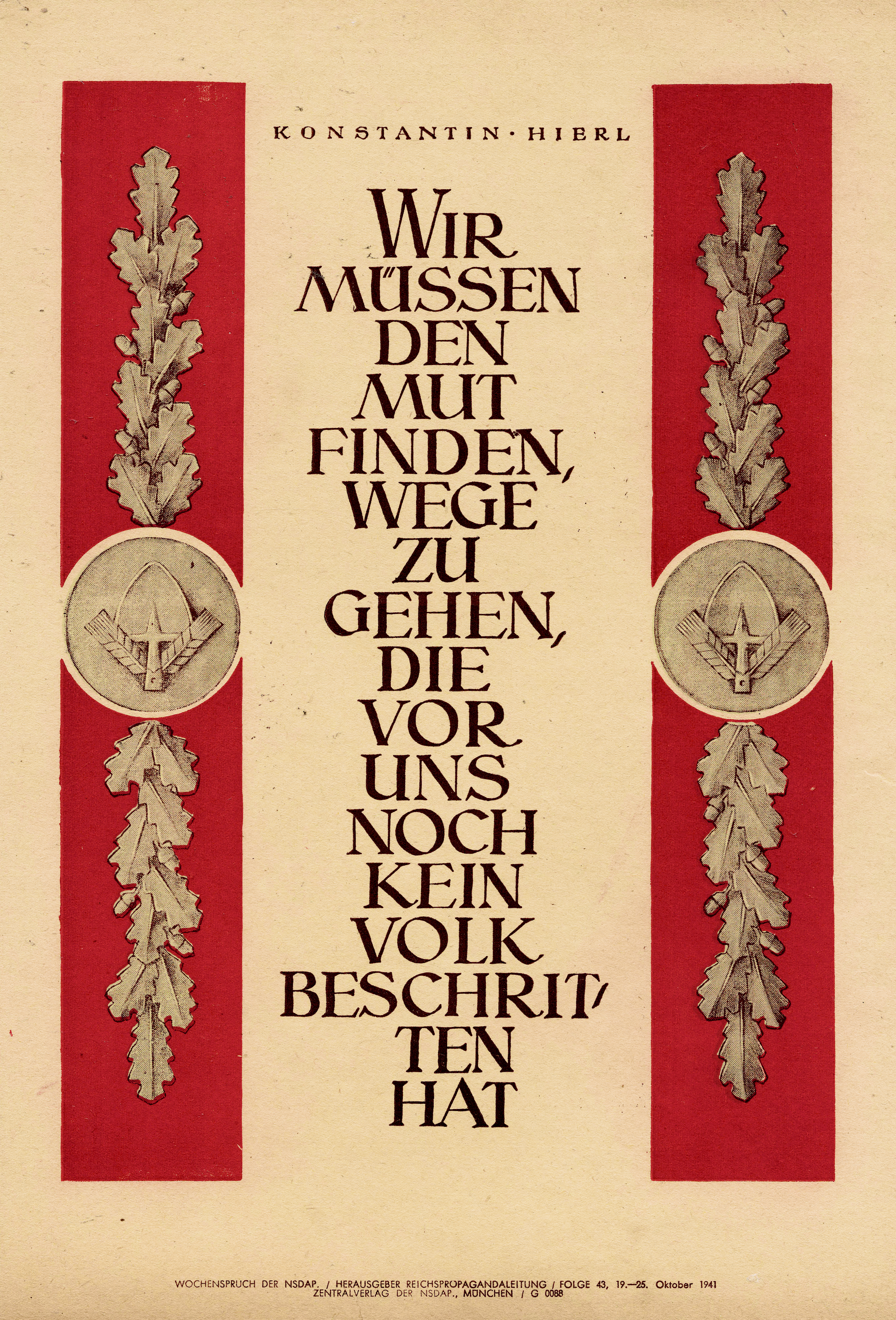
Citação de Hierl apresentada em Wochenspruch der NSDAP, 19 de outubro de 1941

Durante a Segunda Guerra Mundial, centenas de unidades da RAD estiveram envolvidas no fornecimento de alimentos e munições às tropas da linha de frente, na reparação de estradas danificadas e na construção e reparação de pistas de pouso. As unidades da RAD construíram fortificações costeiras (muitos homens da RAD trabalharam na Muralha do Atlântico), estabeleceram campos minados, guarneceram fortificações e até ajudaram a proteger locais vitais e campos de prisioneiros de guerra. O papel do Serviço de Trabalho do Reich não se limitou às funções de apoio ao combate. Centenas de unidades RAD receberam treinamento como unidades antiaéreas e foram implantadas como baterias Flak. 
Em 24 de fevereiro de 1945, Hierl foi condecorado com a Ordem Germânica, a mais alta condecoração que o Partido Nazista poderia conceder a um indivíduo.  Após a guerra, ele foi julgado e considerado culpado de "crimes graves".  Hierl foi condenado a cinco anos em um campo de trabalhos forçados. Após sua libertação antecipada, ele viveu em Heidelberg até sua morte em 23 de setembro de 1955. 

## Condecorações
- Ordem Germânica
- Ordem da Casa de Hohenzollern
- Cruz de Ferro Prussiana de 1ª e 2ª Classe
- Ordem do Mérito Militar da Baviera
- Medalha do Príncipe Regente da Baviera Luitpold
- Cruz de Serviço da Baviera
- Cruz de Mérito Militar Austro-Húngaro
- Cruz de Honra da Guerra Mundial
- Cruz de Mérito de Guerra
- Crachá Dourado do Partido Nazi